# Jules Cornély
Pour les articles homonymes, voir Cornély.
Jules ou Jean Joseph Cornély, né le 15 janvier 1845 à Nogna (Jura) et mort le 26 décembre 1907 dans le 9e arrondissement de Paris, est un journaliste français, qui fut successivement rédacteur en chef des quotidiens Le Gaulois, Le Clairon et Le Figaro. Membre fondateur du Syndicat des journalistes français, il a aussi participé en 1899 à la création de la première école de journalisme, l'École supérieure de journalisme de Paris.

## Biographie
Jules Cornély a fait la première partie de sa carrière au Figaro. Arthur Meyer, qui avait racheté quotidien Le Gaulois en juillet 1879, avait appelé à la direction Jules Cornély, du Figaro, pour en faire un organe légitimiste. Mais les deux hommes furent chassés le 6 mars 1881, le conseil d'administration jugeant préférable le ralliement à la République.
Jules Cornély fonda alors en mars 1881 le journal royaliste et catholique Le Clairon, lancé en mars 1881 avec le soutien de la duchesse d'Uzès et d'Alfred Edwards. Il embauche onze anciens collègues, rédacteurs du quotidien Le Gaulois, parmi lesquels Fourcaud, Toché, Gabriel Terrail, dit « Mermeix » (1859-1930), Arsène Houssaye (1815-1896) et Émile Blavet (1838 - 1924).
Ils reçurent l'aide financière de la principale banque catholique, l'Union générale de Paul Eugène Bontoux (1820-1904), qui détenait cent actions du Clairon. Bontoux contribuait la publication des articles financiers, grâce à une « Société de Publicité Universelle » qu'il avait créée, et qui avait « affermé » les pages de publicité financière.
Arthur Meyer revint en 1882 à la tête du quotidien Le Gaulois, qu'il installa au 2 rue Drouot. Il acheta aussi le Paris-Journal. À ces deux publications, il adjoignit Le Clairon, qui était resté dédaigné des lecteurs. L'ensemble devient Le Gaulois nouvelle formule en août 1884. Le Clairon fusionna ainsi avec Le Gaulois. Jean Cornély (1845-1907) écrivit au quotidien Le Matin (France), puis revient au Gaulois en 1888.

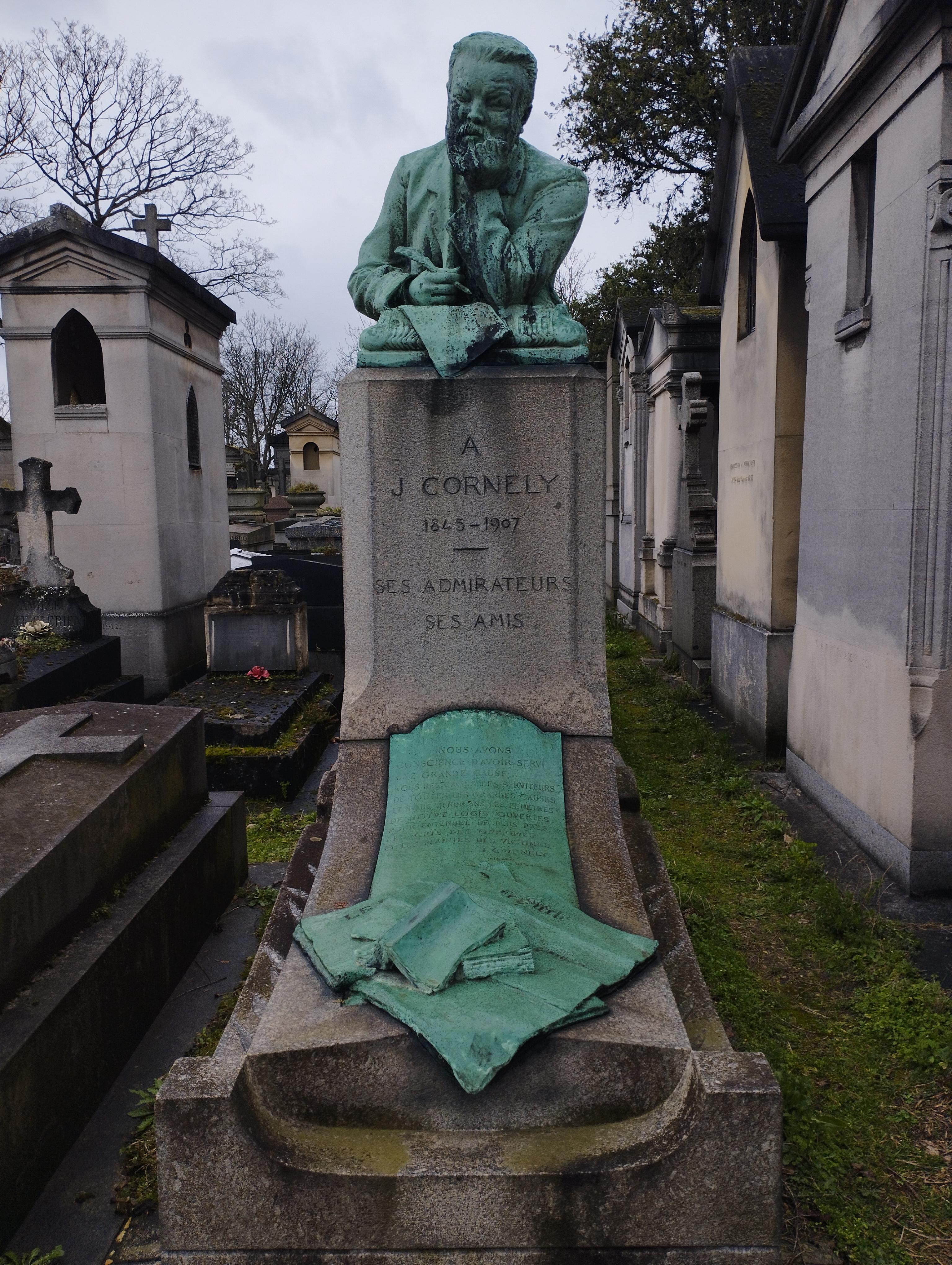
Tombe de Jules Cornély au cimetière du Père-Lachaise (division 92).

Jules Cornély fut en 1886 l'un des membres fondateurs du Syndicat des journalistes français, avec son secrétaire général Eugène Tavernier, journaliste à L'Univers, puis s'est investi dans l'enseignement du journalisme et a participé en 1899 à la création de la première école de journalisme, l'École supérieure de journalisme de Paris.
Antidreyfusard, Jules Cornély démissionna en décembre 1897 du Gaulois pour rejoindre le Figaro, où il se mit à soutenir la cause d'Alfred Dreyfus. Dans ses Mémoires, Clément Vautel indique que ce "retournement de casaque surprit et même scandalisa" et qu'il se justifia en disant "J'ai voulu assurer assurer le pain de mes vieux jours."
En 1901 il entra au Siècle. Il contribue aussi au mensuel L'Indépendance arabe, animé par Negib Azoury et Eugène Jung.
Il est inhumé au cimetière du Père-Lachaise (92e division).

## Œuvre
- La France et son armée, Lille, Société Saint-Charles Borromée, s. d.
- L'Œil du diable, Paris, E. Dentu, 1878 lire en ligne sur Gallica
- Le Czar et le roi, souvenirs et impressions de voyage, Paris, aux bureaux du Clairon, 1884 lire en ligne sur Gallica
- Rome et le jubilé de Léon XIII, notes d'un pèlerin, Paris, V. Palmé, 1888
- Notes sur l'affaire Dreyfus, Paris, L. Henry May, 1899 lire en ligne sur Gallica